# ماپلو
ماپلو (به ایتالیایی: Mapello) یک کومونه در ایتالیا است که در استان برگامو واقع شده‌است. ماپلو ۸٫۵ کیلومتر مربع مساحت و ۵٬۸۰۶ نفر جمعیت دارد و ۲۵۵ متر بالاتر از سطح دریا واقع شده‌است.